# Sára Fojt
Sára Fojt (* 3. Dezember 2003 in Budapest) ist eine ungarische Kanutin.

## Karriere
Sára Fojt begann 2012 mit dem Kanusport. Bei den Europaspielen 2023 vertrat sie Ungarn im Vierer-Kajak und verpasste mit Noémi Pupp, Tamara Csipes und Alida Dóra Gazsó als Vierte knapp einen Medaillengewinn. Sie gewann allerdings ein Jahr darauf bei den Europameisterschaften 2024 in Szeged gleich zwei Titel: sowohl im Zweier-Kajak über 1000 Meter als auch mit dem Vierer-Kajak über 500 Meter sicherte sie sich jeweils die Goldmedaille. Ihre Partnerin im Zweier-Kajak war dabei Noémi Pupp gewesen, die Besetzung des Vierer-Kajaks umfasste außer Fojt und Pupp noch Tamara Csipes und Alida Dóra Gazsó.
Bei den Olympischen Spielen 2024 in Paris gehörte Fojt zum ungarischen Aufgebot im Zweier- und Vierer-Kajak. Im Zweier-Kajak verpasste sie mit Noémi Pupp als Dritte ihres Vorlaufs die direkte Halbfinalqualifikation, ein vierter Platz in ihrem Viertelfinallauf genügte anschließend zum Einzug ins Halbfinale. Auch ihren Halbfinallauf beendeten Fojt und Pupp auf Rang vier, womit sie ins A-Finale einzogen. Im Endlauf kam es nach einer Zeit von 1:39,46 Minuten zum Fotofinish mit Paulina Paszek und Jule Hake aus Deutschland, das mit einem geteilten dritten Platz für beide Boote endete. Fojt und Pupp gewannen somit wie Paszek und Hake die Bronzemedaille, hinter den in 1:37,28 Minuten siegreichen Neuseeländerinnen Lisa Carrington und Alicia Hoskin und dem mit 1:39,39 Minuten zweitplatzierten zweiten ungarischen Boot, das mit Tamara Csipes und Alida Dóra Gazsó besetzt war. Im Vierer-Kajak belegte Fojt mit Noémi Pupp, Tamara Csipes und Alida Dóra Gazsó im Vorlauf Rang zwei, der die direkte Finalqualifikation bedeutete. Im Finallauf überquerten die Ungarinnen in 1:32,93 Minuten als Dritte die Ziellinie. Sie sicherten sich damit die Bronzemedaille hinter Neuseeland und Deutschland.